# ドゥルシネーア (小惑星)
ドゥルシネーア (571 Dulcinea) は小惑星帯に位置する小惑星。ハイデルベルクでドイツの天文学者パウル・ゲッツが発見した。
ミゲル・デ・セルバンテスの小説『ドン・キホーテ』の登場人物で、ドン・キホーテの想像上の思い姫であるドゥルシネーア・デル・トボーソに因んで命名された。